# Gaia EDR3

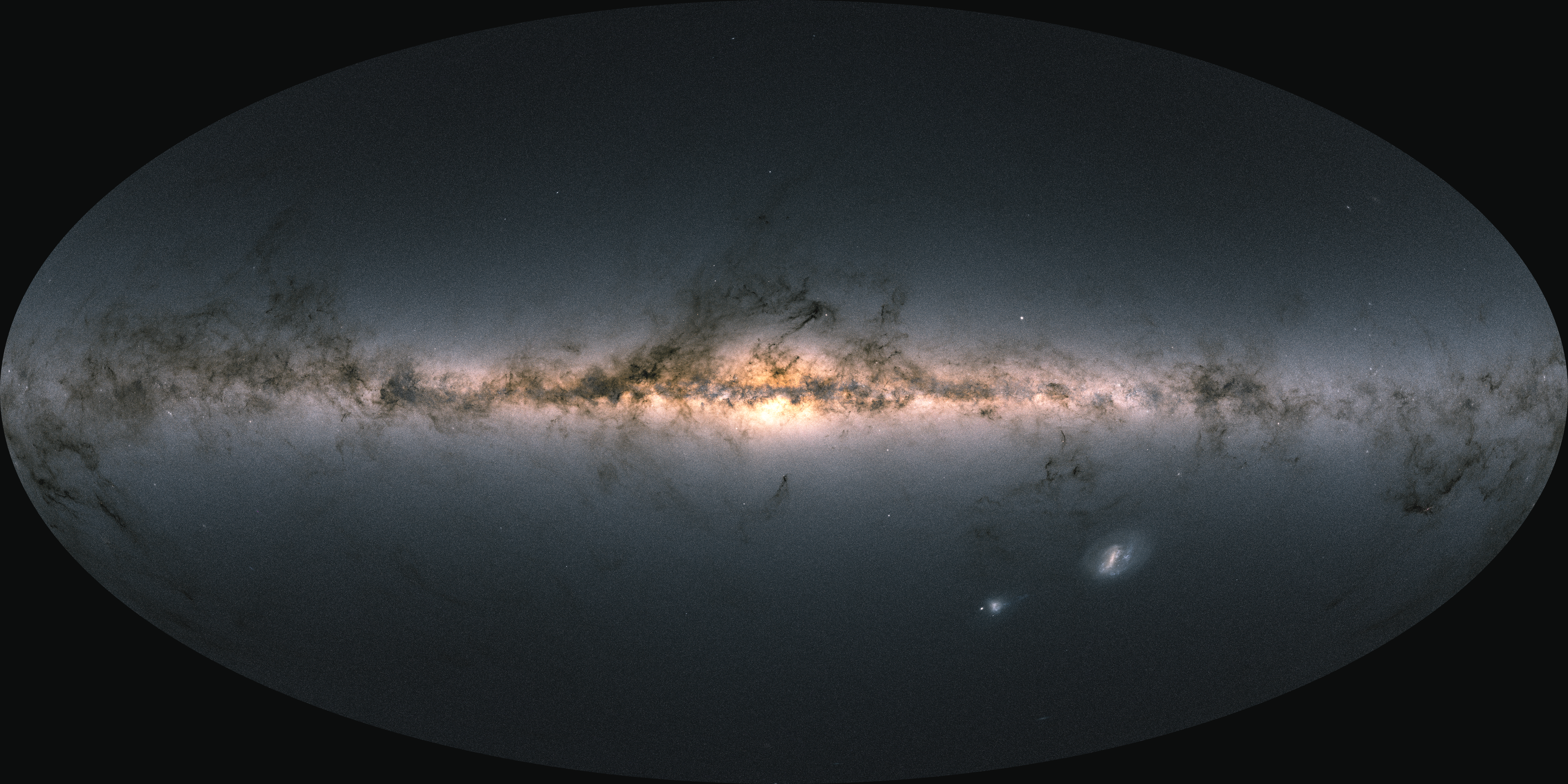
Karte der Sterne mit Farben. Die Helligkeit eines Punktes entspricht der Anzahl und Helligkeit der Objekte, die Farbe entspricht den Daten der Photometer. R G_{RP}-Magnitude, G G-Magnitude, B G_{BP}-Magnitude.

Gaia EDR3 ist ein Sternkatalog mit rund 1,8 Milliarden Objekten, basierend auf den Daten der Raumsonde Gaia. Gaia EDR3 steht als Abkürzung für Gaia Early Data Release 3 und ist nach Gaia DR1 und Gaia DR2 die dritte große Veröffentlichung der Gaia-Mission, herausgegeben von ESA und DPAC. Der Katalog wurde am 3. Dezember 2020 veröffentlicht und enthält im Vergleich zu den Vorgängerkatalogen verbesserte Astrometrie und Photometrie wie z. B. Sternörter, Parallaxen, Eigenbewegung, Drei-Band-Photometrie sowie Quasare. Bereits früh zeichnete sich ab, dass die Astrometriedaten früher verfügbar sind als die übrigen Daten, daher entschied man sich dafür, ihre Veröffentlichung vorzuziehen.
In einem zweiten Schritt wurden am 13. Juni 2022 die restlichen, komplexeren Daten unter dem Namen Gaia DR3 veröffentlicht. DR3 enthält neben der Astrometrie von EDR3 die spektroskopischen und photometrischen Objektklassifikationen für gut auswertbare Objekte, RVS-Spektren und Informationen zur Sternatmosphäre, Radialgeschwindigkeiten, Klassifikationen für variable Sterne mit photometrischen Kurven, Kataloge von Objekten des Sonnensystems mit vorläufigen Bahndaten und Einzeldaten zu deren Beobachtungen.

## Datengrundlage
- Gaia DR1 vom 14. September 2016 mit 1,1 Mrd. Objekten beruhte auf den ersten 14 Monaten der Beobachtungszeit. Dieser Katalog verarbeitete außer Gaia-Daten auch Daten aus der Hipparcos-Mission.
- Gaia DR2 mit 1,7 Mrd. Objekten vom 25. April 2018 basiert ausschließlich auf den Beobachtungen Gaias aus 22 Monaten Beobachtungszeit vom 25. Juli 2014 bis 23. Mai 2016 (Epoche 2015.5).
- EDR3 und DR3 basieren ausschließlich auf den Gaia-Daten von 34 Monaten Beobachtung vom 25. Juli 2014 bis zum 28. Mai 2017.

## Neue Objekt-IDs
Gaia EDR3 und damit auch Gaia DR3 ist keine verbesserte Version von Gaia DR2, sondern eine neue Veröffentlichung mit einer veränderten Datengrundlage, einem neuen photometrischen System und teilweise neuen Objektidentifikatoren (IDs), sowie anderer Epoche. Ungefähr 3 % der Objekte haben gegenüber DR2 veränderte IDs, die Objekteliste muss daher unabhängig von DR1 und DR2 betrachtet werden. Mit jeder neuen Veröffentlichung werden die Objekt-IDs stabiler, es bleibt aber auch für die kommenden Kataloge für eine eindeutige Identifikation notwendig, zusammen mit einer ID auch den Katalog anzugeben.
Die ID enthält ein HEALPix Sky Pixel zur ungefähren Position und eine fortlaufende Nummer des Objekts innerhalb des Pixelbereichs. Die Sonnensystemobjekte bewegen sich stark über den gesamten Himmel und haben daher kein HEALPix Sky Pixel, sie folgen einer anderen Nummerierung.
Es gibt einen Abgleich zu Gaia DR2, Hipparcos-2, Tycho-2, 2MASS Point Source Cataloge, SDSS DR9, Pan-STARRS, GSC2.3, PPM-XL, AllWISE und URAT-1. Dabei wurde für ein Objekt aus dem Gaiakatalog automatisch das passendste Objekt aus jedem der anderen Kataloge ermittelt. Zusätzlich wird beim Datenabruf auch eine Liste von in Frage kommenden weiteren Treffern in der näheren Umgebung ausgegeben. Die entsprechenden Objekte liegen jeweils noch im Bereich der Restunsicherheit. Für den Abgleich wurden nicht nur die Position, sondern auch andere verfügbare Daten herangezogen.
Alle Daten von EDR3 sind über das Internet aus jedem der fünf Datenzentren des Gaia-Archivs abrufbar. Es gibt außer der Pflicht zur Nennung der Quelle keine Beschränkung in der Nutzung dieser Daten. Der gesamte Gaia-EDR3-Datensatz ist in einem komprimierten Datenformat verfügbar und umfasst 1,3 TB an Daten. Die Liste zum Abgleich zwischen den verschiedenen Katalogen kann ebenfalls heruntergeladen werden.

## Ergebnis
| Art der Objekte | Anzahl           | verfügbare Daten | Messunsicherheit | sonstige Unsicherheiten |
| --- | ---------------- | --- | --- | --- |
| Objekte insgesamt G ≈ 3 bis ≈ 21, J: 2016.0 | 1.811.709.771    | - Position | systematischer Fehler der Position < 0.05 mas (positionsabhängig, gemittelt) | |
| Objekte ohne G-Magnitude (Objekte mit wenigen Beobachtungen und unzureichenden Magnituden- und Farbmessungen. Externe Magnituden sind nicht Teil von EDR3) | 5.401.215 54.125 | - Position - ext. Magnituden mit allgemeiner SSC für 5.401.215 Objekte - ext. VPU-Magnitude (GVPU) für 54.125 Objekte             | systematischer Fehler der Position < 0.05 mas (positionsabhängig, gemittelt) | GVPU: 10 % Unsicherheit (nicht Teil von EDR3) |
| Objekte mit G-Band-Magnitude | 1.806.254.432    | - Position (α, δ), - G-Band-Magnitude (G)                                                                                         | systematischer Fehler der Position < 0.05 mas (positionsabhängig, gemittelt) | G-Band-Magnitude (mmag) - G < 13: 0,3 - G = 17: 1 - G = 20: 6 |
| Objekte mit zwei Parametern bis G ≈ 21 (v. a. lichtschwache Objekte mit wenigen Beobachtungen)                                                             | 343.964.953      | ausschließlich - Position (α, δ) - G-Band-Magnitude (G)                                                                           | Position - 1-3 mas | |
| Objekte mit fünf Parametern Magnitude von G ≈ 21 bis G ≈ 3                                                                                                 | 585.416.709      | - Position (α, δ) - G-Band-Magnitude (G) - Parallaxe {\displaystyle \varpi } - Winkelgeschwindigkeit (μα, µδ)                     | | Position (mas) - G < 15: 0,01-0,02 - G = 17: 0,05 - G = 20: 0,4 - G = 21: 1,0 Parallaxe (mas) - G < 15: 0,02-0,03 - G = 17: 0,07 - G = 20: 0,5 - G = 21: 1,3 Winkelgeschwindigkeit (mas/Jahr) - G < 15: 0,02-0,03 - G = 17: 0,07 - G = 20: 0,5. - G = 21: 1,4 |
| Objekte mit fünf Parametern und Radialgeschwindigkeit - 22 Monate Beobachtung - Werte aus Gaia DR2 - Magnitude GRVS = ≈ 4 bis ≈ 13.                        | 7.209.831        | - Position (α, δ) - G-Band-Magnitude - Parallaxe {\displaystyle \varpi } - Winkelgeschwindigkeit (μα, µδ) - Radialgeschwindigkeit | Radialgeschwindigkeit mittlere Abweichung (km/s) - GRVS < 8: 0,3 - GRVS = 10: 0,6 - GRVS = 11.75: 1,8 systematischer Fehler - GRVS < 9: < 0,1 - GRVS = 11,75: 0,5                                                                                          | Position (mas) - G < 15: 0,01-0,02 - G = 17: 0,05 - G = 20: 0,4 - G = 21: 1,0 Parallaxe (mas) - G < 15: 0,02-0,03 - G = 17: 0,07 - G = 20: 0,5 - G = 21: 1,3 Winkelgeschwindigkeit (mas/Jahr) - G < 15: 0,02-0,03 - G = 17: 0,07 - G = 20: 0,5. - G = 21: 1,4 |
| Objekte mit fünf Parametern + Pseudofarbe (sechs Parameter) (Objekte mit unvollständigen Farbmessungen und einer angenäherten Kalibrierung)                | 882.328.109      | - Position (α, δ) - G-Band-Magnitude - Parallaxe {\displaystyle \varpi } - Winkelgeschwindigkeit (μα, µδ), - Pseudofarbe          | Position (mas) - G < 15: 0,02–0,03 - G = 17: 0,08 - G = 20: 0,4 - G = 21: 1,0 Parallaxe (mas) - G < 15: 0,02–0,04 - G = 17: 0,1 - G = 20: 0,5 - G = 21: 1,4 Winkelgeschwindigkeit (mas/Jahr) - G < 15: 0,02–0,04 - G = 17: 0,1 - G = 20: 0,6 - G = 21: 1,5 | |
| Objekte mit Daten des blauen Photometers (BP) | 1.542.033.472    | - Position - G-Band-Magnitude - GBP Magnitude / GRP Magnitude                                                                     | | GBP (mmag) - G < 13: 0,9 - G = 17: 12 - G = 20: 108 |
| Objekte mit Daten des roten Photometers (RP) | 1.554.997.939    | - Position - G-Band-Magnitude - GBP Magnitude / GRP Magnitude                                                                     | GRP (mmag) - G < 13: 0,6 - G = 17: 6 - G = 20: 53 | |
| Objekte des Gaia Celestial Reference Frame 3 | 1.614.173        | Quasare und aktive galaktische Kerne für den Bezugsrahmen GCRF3                                                                   | Abweichung vom extragalaktischen Nullpunkt: -17 μas. | |
| Objekte des ICRF3 | 2.269            | Quasare, die mit ICRF im optischen Bereich übereinstimmen                                                                         | Gaia-CRF3-Übereinstimmung (mas): - Position: G = 19: 0,01 | restliche Rotation gegenüber ICRF3 (mas/Jahr): - G = 19: 0,01 |

## Gaia Catalogue of Nearby Stars (GCNS)

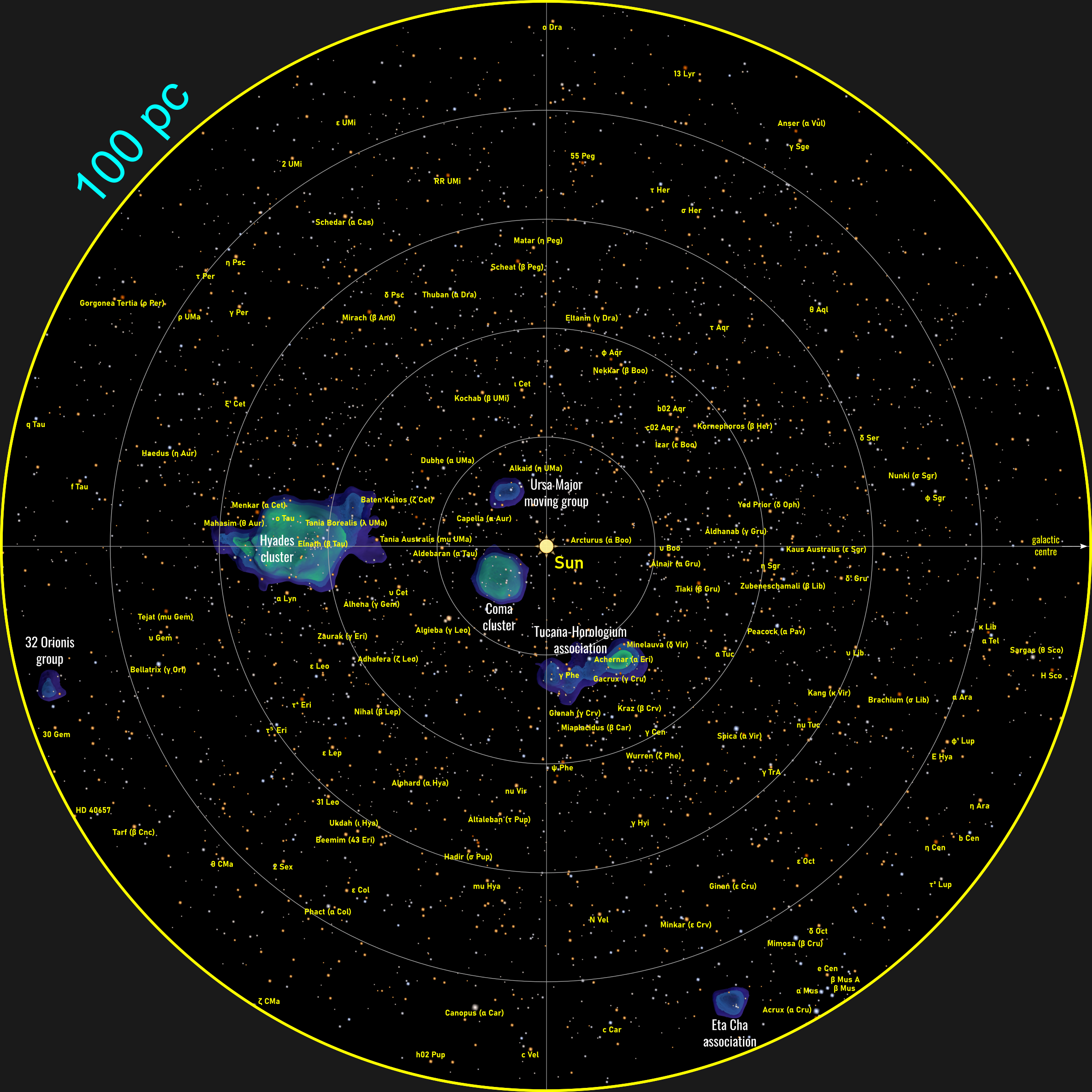
Karte der Sterne in einem Radius von 100 Parsec im GCNS

Der Gaia Catalogue of Nearby Stars ist ein Unterkatalog von EDR3 und identifiziert 331.312 Objekte im Umkreis von 100 Parsec (pc) oder 326 Lichtjahren um die Sonne. 9 % davon liegen noch im Toleranzbereich, aber wahrscheinlich bereits etwas außerhalb des Radius.
Der erste Katalog dieser Art stammt aus dem Jahr 1957 von Wilhelm Gliese und enthält 915 Sterne im Umkreis von 20 pc, eine spätere Version von Gliese-Jahreis enthält 3 803 Objekte. GCNS verdoppelte die Zahl der bisher mit Hipparcos und erdgebundenen Beobachtungen gefundenen Objekte bis 25 pc Entfernung und verzehnfachte die Zahl der Sterne im Umkreis von 100 pc. Lichtschwache ultrakühle Zwerge erreichen mit Gaia bei 100 pc das Magnitudenlimit, so dass der Katalog bis 100 pc weitgehend vollständig ist und nicht weiter darüber hinaus ausgedehnt wurde. Mit im Katalog erfasst sind der Hyades-Sternenhaufen und Coma Berenices, sowie einige wandernde Sternengruppen.

## Bekannte Grenzen
Die Objekteliste der Hauptdatenbank enthält ungefähr 2,5 Milliarden Objekte und ist im hellen Bereich vollständiger. Am lichtschwachen Ende ist die Magnitudengrenze nicht genau festgelegt und variiert entsprechend der Sternendichte und der Zahl der Beobachtungen. Gebiete mit hoher Sternendichte haben generell ein niedrigeres Magnitudenlimit, weil dort lichtschwache Objekte eher überstrahlt werden und zugunsten heller Objekte nicht alle lichtschwachen Objekte erfasst werden können. Gaia EDR3 ist trotz aller Verbesserungen immer noch ein vorläufiger Katalog auf begrenzter Datenbasis. Von den erfassten Objekten wurden nur diejenigen veröffentlicht, die ausreichend Beobachtungsdaten haben und genau genug ausgewertet werden konnten. Der RUWE-Qualitätsindikator (Renormalised Unit Weight Error) für die Astrometrie ist nun im Katalog enthalten.

### Auflösung
Die Auflösung wurde verbessert. Ab einem Winkelabstand von ∼1,5 Bogensekunden beginnt sich die Trennung von Objekten zu verschlechtern. Ab ∼0,7 Bogensekunden verschlechtert sich die Trennung rapide. Trotzdem konnten viele eng beieinander stehende Sterne bei Abständen zwischen 0,18 und 0,4 Bogensekunden, die bei Gaia DR2 noch als Duplikate verworfen wurden, als zwei getrennte Objekte und mögliche Doppelsterne identifiziert werden. Zwei Objekte mit einem Abstand von ∼0,2 – 0,3 Bogensekunden werden je nach Scanrichtung einmal als ein Objekt erkannt, ein anderes mal als zwei Objekte. Solche Objekte können ungewöhnlich hohe positive oder negative Werte für die Parallaxe aufweisen. Betroffen von diesem Problem sind vor allem lichtschwache Objekte in Regionen mit hoher Sterndichte.

### Vollständigkeit
Die Objekte in diesem Katalog haben ein Magnitudenlimit zwischen G = 3 und G = 21 scheinbarer Helligkeit. Die hellsten Objekte mit G < 3 fehlen (insgesamt weniger als 300 Objekte), sie können bisher von Gaia noch nicht ausgewertet werden. Im hellen Bereich bei G < 7 hat sich im Vergleich zu Gaia DR2 wenig verändert, aber am lichtschwachen Ende sind Objekte hinzugekommen. Der Katalog ist weitgehend vollständig im Magnitudenbereich zwischen G = 12 und G = 17. Es bestehen noch kleinere Lücken in der Himmelsabdeckung, da nicht alle Bereiche gleichmäßig erfasst wurden. Außerdem gibt es Lücken in der Nähe von hellen Sternen. Diese Bereiche sind aufgrund niederer Qualität oder zu wenigen Beobachtungen ausgefiltert. Ausgefiltert wurden auch Objekte, bei denen die einzelnen Messungen zu stark voneinander abweichen.

### Astrometrie
Es gibt systematische Fehler abhängig von der Himmelsposition, Magnitude und Farbe. Die Parallaxen sind im Vergleich zu Gaia DR2 um 20 % verbessert, die Eigenbewegungen sind um den Faktor zwei besser als in Gaia DR2. Insgesamt wurden die systematischen Fehler verringert. Der parallaktische Nullpunkt abgeleitet von GCRF3 ist -17 μas. Eine vorläufige Korrekturformel wird zur Verfügung gestellt.
Bei 5.401.215 Objekten reichte die Zahl der Messungen nicht für eine eindeutige Festlegung der G-Band-Magnitude aus, insbesondere wegen fehlender Messungen der Farben der beiden Photometer, durch Überlagerungen mit anderen Objekten oder bei sehr roten Objekten mit sehr schwachem Blauanteil. Alternativ wurden die Magnituden dieser Objekte mit durchschnittlichen Kalibrierungswerten und entsprechenden Unsicherheiten ermittelt. Diese Magnituden sind nicht Teil von Gaia EDR3 und können separat heruntergeladen werden. Bei 54.125 Objekten ist die Zahl der Messungen zu niedrig, sie haben stattdessen eine unkalibirierte Magnitude von Gaias bordeigenen Werten (GVPU) mit entsprechenden Unsicherheiten. Auch diese Werte können separat heruntergeladen werden.

### Photometrie
Das photometrische System, Passbänder und Empfindlichkeitskurven für G, GBP und GRP von Gaia EDR3 wurden neu definiert und unterscheiden sich von Gaia DR1 und Gaia DR2. Für Gaia DR2 wurde noch der SPSS-Katalog mit ca. zweihundert Sternen für die Kalibrierung verwendet. Für Gaia EDR3 wurde die Datenbasis für die Kalibrierung auf über 100.000 gut bekannte Sterne verschiedener Spektralklassen aufgeweitet. Insgesamt wurde die Photometrie um den Faktor zwei verbessert. Der Flux-Excess-Factor in EDR3 berücksichtigt noch nicht die durchschnittliche Schwankung des Faktors für „normale“ Objekte und sollte daher entsprechend korrigiert werden. Dazu wurde eine Korrekturformel veröffentlicht. Nach der Veröffentlichung wurde erkannt, dass die Korrektur nicht nur für die Objekte mit 5 Parametern und Pseudofarbe, sondern auch für Objekte mit nur zwei Parametern angewendet werden sollte. Es gibt unter den 344 Millionen Objekten mit 2 Parametern jedoch 20 Millionen Objekte, die nicht mit einer Pseudofarbe, sondern mit der beobachteten Farbe kalkuliert wurden. Die Korrekturformel sollte für diese Objekte nicht angewendet werden. Es handelt sich zumeist um Objekte mit einer Magnitude von >20 und der dadurch verursachte Fehler ist in dreiviertel aller Fälle weniger als ungefähr 4 Millimagnituden. Eine Liste dieser Objekte ist zum Download verfügbar, in DR3 sollen diese Fehler der G-Band Photometrie behoben werden.

### Radialgeschwindigkeit
EDR3 enthält noch keine neuen Radialgeschwindigkeiten, stattdessen wurden die Werte von Gaia DR2 übernommen. Bei 4.000 Objekten wurden falsche Radialgeschwindigkeiten aus DR2 entfernt. Die Gaia-DR2-Werte wurden durch einen automatischen Datenabgleich zu den EDR3-Objekten hinzugefügt; dabei konnten ungefähr 10.000 Radialgeschwindigkeiten aus DR2 keinem EDR3-Objekt zugeordnet werden. Bei Objekten mit sechs Parametern und Werten für die Radialgeschwindigkeiten sollten nach einem Vorschlag von Riello et al. die Magnituden korrigiert werden; dazu wurde eine Korrekturformel veröffentlicht.

### Ausstehende Daten
Die neuen Werte für photometrische Objektklassifikation, Effektive Temperatur, Extinktion AG, Rötung E (GBP-GRP), Radius und Leuchtkraft, die Einteilung der variablen Sterne in Klassen, Sonnensystemobjekte etc. sollen erst mit dem vervollständigten Katalog Gaia DR3 veröffentlicht werden.

## Hipparcos–Gaia Catalog of Accelerations: Gaia EDR3 Edition
Auf der Grundlage des Hipparcos-Katalogs und Gaia EDR3 wurde ein neuer Katalog erstellt, der die Daten insbesondere die Eigenbewegungen aus beiden Katalogen verwendet, dabei aus den bekannten Daten eine kalkulierte Eigenbewegung hinzufügt, die aufgrund der längeren Zeitlinie eine Verbesserung darstellt. Der Katalog enthält ca. 115.000 Objekte.

## Meilensteine
Der erste Katalog Gaia DR1 mit 1,1 Milliarden Objekten wurde am 14. September 2016 veröffentlicht. Der zweite Katalog Gaia DR2 mit 1,7 Milliarden Objekten wurde am 25. April 2018 veröffentlicht.
Der dritte Katalog wurde in zwei Teilen veröffentlicht. Der erste Teil Gaia EDR3 mit 1,8 Milliarden Objekten mit verbesserter Astrometrie und Photometrie kam am 3. Dezember 2020 heraus. Der vollständige Katalog Gaia DR3 erschien am 13. Juni 2022, wegen Verzögerungen aufgrund der COVID-19-Pandemie, ein Jahr später als ursprünglich geplant.
Ein Update namens Gaia FPR (Focused Product Release) wurde am 10. Oktober 2023 veröffentlicht. Die Inhalte sind deutlich verbesserte Daten für Sonnensystemobjekte, Astrometrie und Photometrie des Kugelsternhaufens Omega Centauri mit ca. 500.000 neuen Objekten, Ergebnisse der Analyse von Quasaren und Gravitationslinsen, Analysen von interstellarem Gas und Absorptionslinien, sowie erweiterte Daten für variable Sterne mit langen Perioden.
Gaia DR4 soll die Ergebnisse aus 66 Monaten Beobachtung enthalten, erstmals auch mit einem Katalog von Exoplaneten. Er soll frühestens Mitte 2026 herauskommen. Der letzte Katalog Gaia DR5 soll nicht vor Ende 2030 herauskommen.